# Aerocon

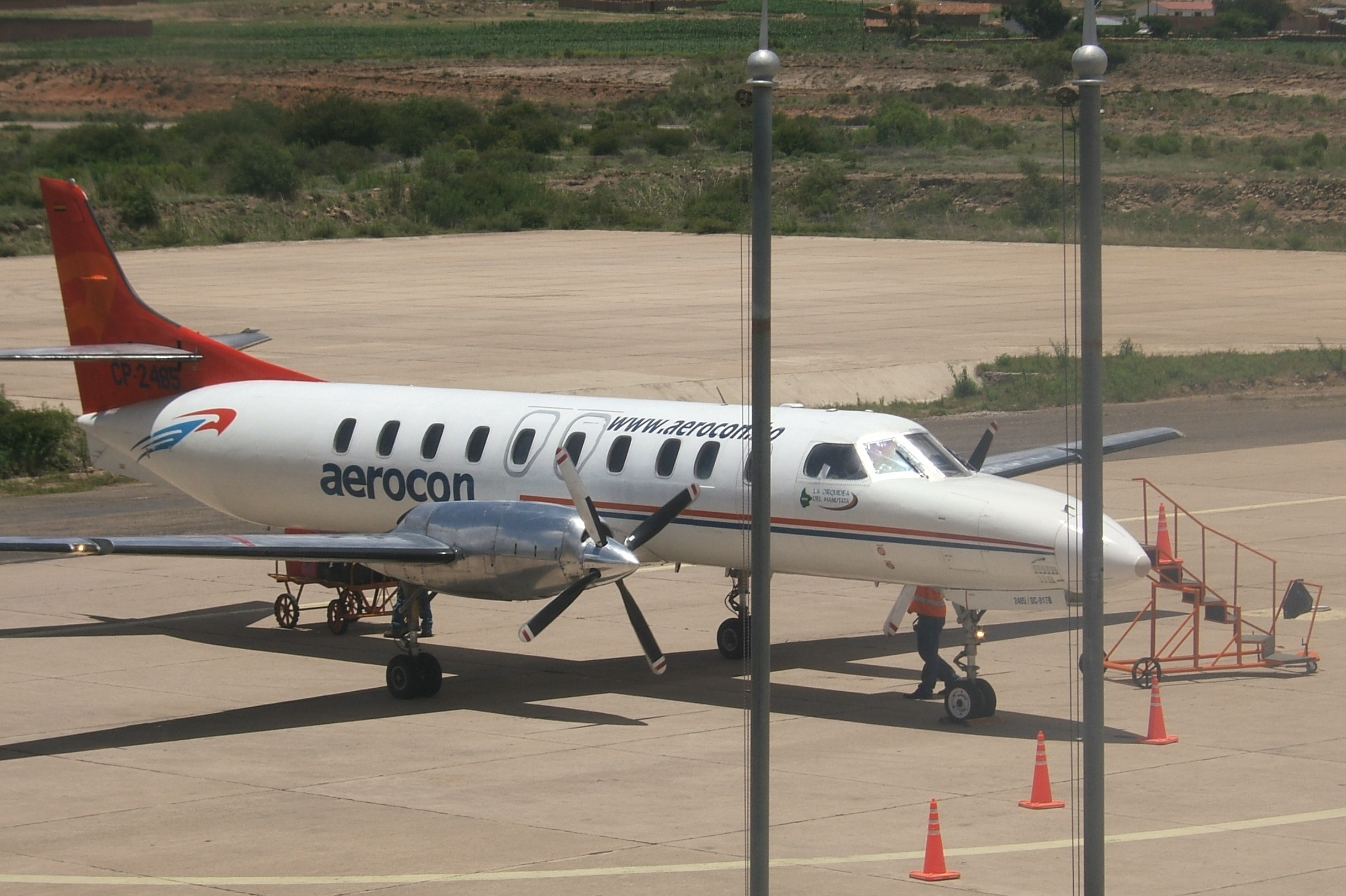
Fairchild da Aerocon.

Aero Comercial Oriente Norte Ltda. ou Aerocon, é uma companhia aérea boliviana com base no Aeroporto Teniente Jorge Henrich Arau, em Trinidad (Bolívia).